# أليكس جاكسون (لاعب كرة قدم)
أليكس جاكسون (بالإنجليزية: Alex Jackson)‏ (28 نوفمبر 1935 بغلاسكو في المملكة المتحدة - ) هو لاعب كرة قدم بريطاني في مركز الهجوم. لعب مع برمنغهام سيتي ونادي بليموث أرجايل ونادي ويموث وGlasgow United F.C. ‏.